# エルハン・マショヴィッチ
エルハン・マショヴィッチ（Erhan Mašović, セルビア語: Ерхан Машовић、1998年11月22日 - ）は、セルビア・ノヴィ・パザル出身のサッカー選手。VfLボーフム所属。ポジションはDF。

## クラブ経歴
2013年からFKチュカリチュキの下部組織に所属し、2016年2月27日、FKラドニク・スルドゥリツァとの試合でトップチームデビューを果たした。
2017年5月3日、クラブ・ブルッヘに移籍し、5年契約を結んだ。加入後1シーズン目はユースチームで経験を積み、2018-19シーズンはスロバキアのASトレンチーン、翌シーズンはデンマークのACホーセンスにレンタル移籍を経験した。
2020年10月5日、2. ブンデスリーガに所属していたVfLボーフムにフリーで加入し、3年契約を交わした。

## 代表経歴
セルビアの各世代別代表でレギュラーとして活躍し、2022年6月5日、UEFAネーションズリーグのスロベニア代表戦にてセルビア代表デビューを果たした。